# Riesel Sieve Project
Riesel Sieve Project è un progetto di calcolo distribuito per determinare il più piccolo numero di Riesel.

## Scopo del progetto
Nel 1956 Hans Riesel dimostrò che esistono infiniti interi k tali che {\displaystyle k\cdot 2^{n}-1} non è primo per ogni intero n. Egli mostrò che il numero 509203 è un numero di Riesel ed egli congetturò che quello fosse più piccolo numero con tali proprietà. Per dimostrare tale congettura è sufficiente esibire un numero primo per ogni k < 509203

## Successi
- Il 23 maggio 2006 Bruce Almighty ha scoperto il numero primo {\displaystyle 114487\cdot 2^{2198389}-1} . Al completamento del progetto rimangono 70 valori di k per cui trovare un numero primo.
- Il 22 settembre 2006 Botxxx ha scoperto il numero primo {\displaystyle 275293\cdot 2^{2335007}-1}.
- Il 30 novembre 2006 DarkStar ha scoperto il numero primo {\displaystyle 26773\cdot 2^{2465343}-1} di 742147 cifre.

## Software
Ci sono più software per contribuire al progetto.

### Proth_Sieve
Mikael Klasson and Paul Jobling hanno scritto un programma per i numeri di Riesel e Proth. Questa fu l'applicazione di partenza del progetto.
Questo programma ha versioni specifiche per GNU/Linux, Microsoft Windows e NetBSD.

### LLR
Lucas Lehmer Riesel, sviluppato da Jean Penné, questo software non è in grado di connettersi ad internet. LLR è l'applicazione tradizionale per il Riesel Sieve Project.
Il Lucas Lehmer Riesel funziona su GNU/Linux e Microsoft Windows.

### LLRNET
LLRNET è la nuova, e largamente utilizzata, versione del Lucas Lehmer Riesel. La funzione aggiuntiva più importante (che dà origine al nome) è il supporto di rete.
LLRNET funziona su GNU/Linux, Microsoft Windows e FreeBSD. Sono inoltre disponibili i codici sorgenti dell'applicazione.

### RIESELATOR
Più che un vero e proprio applicativo questo è più un programma di monitoraggio. Sfruttando la rete SMB di Microsoft (o il suo equivalente Samba per gli altri sistemi operativi) permette di controllare i Proth_Sieve installati sulle altre macchine.
Rieselator funziona soltanto su Microsoft Windows.

### BOINC
Attualmente è possibile tramite il sito ufficiale creare un account e con l'apposito programma BOINC scaricabile  qui o sulla stessa home page, contribuire al progetto.